# Station Ernage
Station Ernage is een spoorwegstation langs spoorlijn 161 (Brussel - Namen) in Ernage, een deelgemeente van de stad Gembloers (Frans: Gembloux).
Het stationsgebouw is van het type 1893 R4. Het is nu een stopplaats.

## Treindienst
| Serie       | Treinsoort          | Route                                  | Bijzonderheden             |
| ----------- | ------------------- | -------------------------------------- | -------------------------- |
| L 6250      | L-trein (NMBS)      | Ottignies – Ernage – Gembloers – Namen |                            |
| P 7650/8650 | Piekuurtrein (NMBS) | Namen – Gembloers – Ernage – Ottignies | Rijdt alleen op werkdagen. |

## Galerij

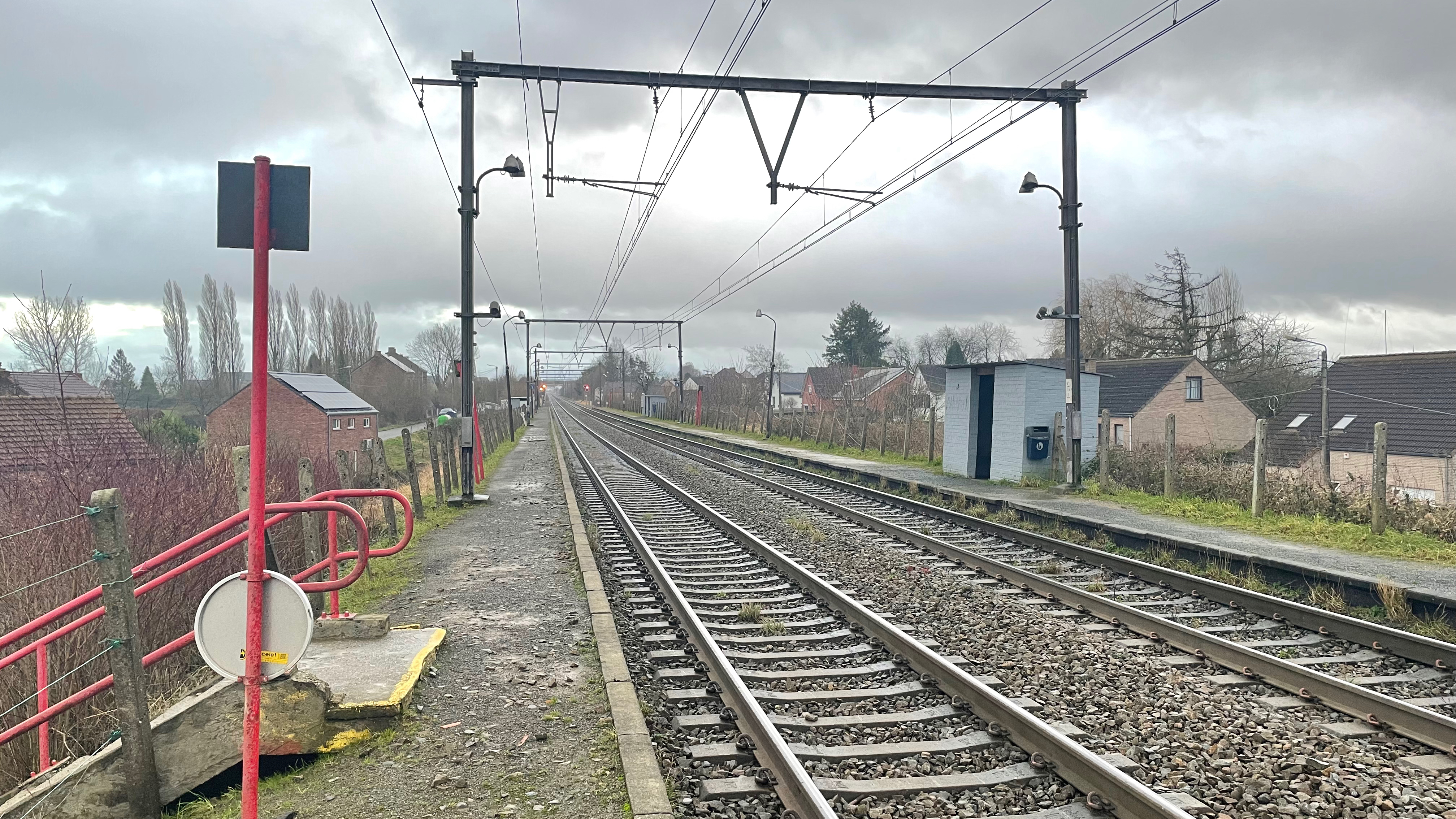
Zicht op het perron
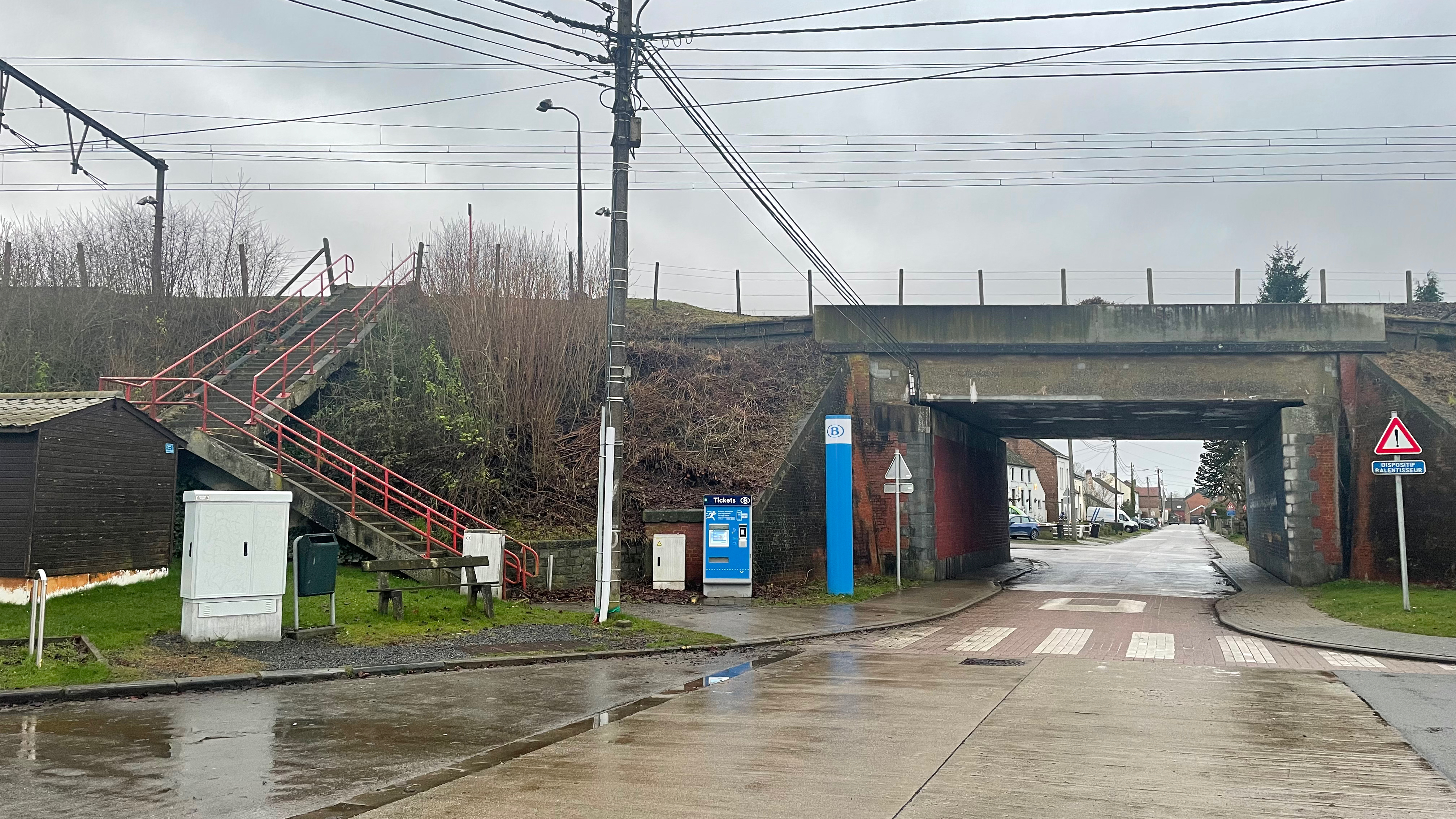
Toegang tot de stopplaats

## Reizigerstellingen
De grafiek en tabel geven het gemiddeld aantal instappende reizigers weer op een week-, zater- en zondag.
| Tabel: aantal instappende reizigers station Ernage | Tabel: aantal instappende reizigers station Ernage | Tabel: aantal instappende reizigers station Ernage | Tabel: aantal instappende reizigers station Ernage |
|                                                    | Weekdag                                            | Zaterdag                                           | Zondag                                             |
| -------------------------------------------------- | -------------------------------------------------- | -------------------------------------------------- | -------------------------------------------------- |
| 1977                                               | 183                                                | 53                                                 | 33                                                 |
| 1978                                               | 128                                                | 35                                                 | 29                                                 |
| 1979                                               | 127                                                | 20                                                 | 8                                                  |
| 1980                                               | 149                                                | 38                                                 | 25                                                 |
| 1981                                               | 141                                                | 40                                                 | 20                                                 |
| 1982                                               | 127                                                | 28                                                 | 24                                                 |
| 1983                                               | 119                                                | 28                                                 | 16                                                 |
| 1984                                               | 110                                                | 41                                                 | 23                                                 |
| 1985                                               | 105                                                | 45                                                 | 29                                                 |
| 1986                                               | 101                                                | 41                                                 | 27                                                 |
| 1987                                               | 114                                                | 35                                                 | 11                                                 |
| 1988                                               | 125                                                | 30                                                 | 21                                                 |
| 1989                                               | 92                                                 | 35                                                 | 27                                                 |
| 1990                                               | 117                                                | 27                                                 | 26                                                 |
| 1991                                               | 89                                                 | 38                                                 | 24                                                 |
| 1992                                               | 112                                                | 39                                                 | 27                                                 |
| 1993                                               | 104                                                | 43                                                 | 20                                                 |
| 1994                                               | 130                                                | 33                                                 | 13                                                 |
| 1995                                               | 94                                                 | 30                                                 | 19                                                 |
| 1996                                               | 99                                                 | 15                                                 | 11                                                 |
| 1997                                               | 67                                                 | 18                                                 | 16                                                 |
| 1998                                               | 77                                                 | 11                                                 | 12                                                 |
| 1999                                               | 64                                                 | 8                                                  | 6                                                  |
| 2000                                               | 80                                                 | 20                                                 | 10                                                 |
| 2001                                               | 64                                                 | 12                                                 | 5                                                  |
| 2002                                               | 67                                                 | 17                                                 | 10                                                 |
| 2003                                               | 65                                                 | 15                                                 | 8                                                  |
| 2004                                               | 85                                                 | 14                                                 | 9                                                  |
| 2005                                               | 90                                                 | 14                                                 | 6                                                  |
| 2006                                               | 92                                                 | 26                                                 | 17                                                 |
| 2007                                               | 90                                                 | 16                                                 | 10                                                 |
| 2008                                               | -                                                  | -                                                  | -                                                  |
| 2009                                               | 143                                                | 7                                                  | 6                                                  |
| 2010                                               | -                                                  | -                                                  | -                                                  |
| 2011                                               | -                                                  | -                                                  | -                                                  |
| 2012                                               | 128                                                | 12                                                 | 9                                                  |
| 2013                                               | 83                                                 | 14                                                 | 16                                                 |
| 2014                                               | 119                                                | 33                                                 | 20                                                 |
| 2015                                               | 116                                                | 26                                                 | 21                                                 |
| 2016                                               | 88                                                 | 18                                                 | 15                                                 |
| 2017                                               | 88                                                 | 16                                                 | 11                                                 |
| 2018                                               | 114                                                | 22                                                 | 16                                                 |
| 2019                                               | 107                                                | 25                                                 | 22                                                 |
| 2020                                               | 71                                                 | 14                                                 | 5                                                  |
| 2021                                               | -                                                  | -                                                  | -                                                  |
| 2022                                               | 184                                                | 44                                                 | 39                                                 |
| 2023                                               | 109                                                | 42                                                 | 44                                                 |
| 2024                                               | 116                                                | 25                                                 | 29                                                 |

0,0: Schaarbeek ·
3,5: Koninklijke-Sint-Mariastraat ·
4,4: Rogierstraat ·
5,1: Leuvensesteenweg ·
5,8: Brussel-Schuman ·
6,1: Wetstraat ·
7,0: Brussel-Luxemburg ·
8,0: Mouterij ·
8,9: Etterbeek ·
10,1: Watermaal ·
12,0: Bosvoorde ·
13,9: Zoniënwoud ·
17,0: Groenendaal ·
18,9: Hoeilaart ·
20,0: Bakenbos ·
22,0: Terhulpen ·
23,2: Genval ·
25,2: Rixensart ·
27,7: Profondsart ·
29,0: Le Buston ·
30,0: Ottignies ·
36,0: Mont-Saint-Guibert ·
38,0: Blanmont ·
40,0: Chastre ·
41,9: Ernage ·
45,0: Gembloers ·
47,6: Lonzée ·
50,9: Beuzet ·
53,0: Saint-Denis-Bovesse ·
56,0: Rhisnes ·
62,0: Namen